# Xperia Tablet S
Xperia Tablet S（エクスペリアタブレット・エス）は、ソニーのタブレット型端末。初期搭載OSはAndroid 4.0で、2013年4月のアップデートでAndroid 4.1.1に対応した。

## 概要
2012年8月29日に、ドイツのベルリンで開催される『IFA 2012』に先がけ、プレスカンファレンスにて発表された。
これまで独自ブランドの『Sony Tablet』を改め、スマートフォンと共通ブランドの『Xperia Tablet』になり、ソニー内で携帯端末ブランドの統一を図る。
先代モデルは『Sony Tablet S』で、先代モデルと比較して、CPUをクアッドコア1.3GHzのNVIDIA Tegra 3に変更。Wi-FiはIEEE 802.11b/g/nに加え、IEEE 802.11aにも対応。Bluetoothは2.1から、3.0にアップデート。カメラの性能も、メイン500万画素・サブ30万画素から、メイン800万画素・サブ100万画素に向上。厚みも、従来モデルの10.1-20.6mmから、8.8-11.85mmに薄型化した。それらのスペックは、他機種と比較して販売時点で標準的なスペックになっている。
液晶もブラビアにも使われている『オプティコントラストパネル』に変更。バッテリーの容量も5000mAhから6000mAhに強化され、駆動時間もスタンバイ時で約430時間から約1050時間に、Web閲覧時で約6.2時間から10時間に伸びている。新たに防水にも対応し、IPX4相当の防滴構造になった。端子も変更され、microUSB端子が廃止され、充電やデータ転送に対応する『マルチポート』が代わりに搭載された。先代モデルに引き続き『サクサク・エクスペリエンス』に対応している。
これまで通りの、ソニー商品との連携強化に加え、スマートフォンXperiaとのデザイン・ユーザーインターフェイスを共通化している。具体的な例として、各種プレーヤーが変更され、音楽プレーヤーが『WALKMAN』になるなど、スマートフォンのXperiaと共通のインターフェイスになった。また、『Twitter』・『Facebook』・『Google+』・『Youtube』・『ニュースフィード』が閲覧出来るアプリ『Socialife』がインストールされている。
サウンド機能も強化され、スピーカーが1W×2が本体下部に設けられ、音域も従来機種の1kHz-10kHzから750Hz-16kHzに広がっている
また、本来の利用者以外が利用するのに便利な『ゲストモード』に対応し、利用する事が出来るアプリの制限が出来る。ユーザーの作成数は最大10個になっている。
アクセサリーは、7色の『キャリングカバー』や、キーボードを搭載した『カバーキーボード』、外付けスタンドも複数用意されている。
日本市場ではWi-Fi 16GBモデル「SGPT121JP/S」・Wi-Fi 32GBモデル「SGPT122JP/S」・Wi-Fi 64GBモデル「SGPT123JP/S」の3機種が販売されている。また、日本国外向けモデルでは、Wi-Fi+3Gモデルも設定されている。

### スモールアプリ
Sony TabletのAndroid 4.0対応にあわせて追加されたスモールアプリ機能は、Xperia Tabletでも引き続き対応している。Sony Tabletに搭載された『ブラウザ』・『リモコン』・『電卓』に加え、『レコーダー』・『タイマー』・『メモ』・『クリップ』の計7種類のスモールアプリが搭載されている。
| アプリ           | 備考                                                                      |
| ---------------- | ------------------------------------------------------------------------- |
| ブラウザ         | 最低限の機能を搭載                                                        |
| リモコン         | テレビ・ブルーレイレコーダーなどの操作などができる 新たにマクロ機能に対応 |
| 電卓             |                                                                           |
| ボイスレコーダー | 操作しながら自分の声の録音が出来る                                        |
| タイマー         | カウントダウン型のタイマー                                                |
| メモ             | 手書き・キーボード入力に対応                                              |
| クリップ         | 画面の一部の保存が可能                                                    |

### ソニー商品・サービスとの連携
| サービス名 商品名            | 目的                                        | 備考 |
| ---------------------------- | ------------------------------------------- | --- |
| Media Go                     | メディア管理・転送・再生ソフトウエア        | PSP・Xperia・ウォークマンなどでも利用可能 |
| PlayStation Mobile           | Android上で提供されるゲームプラットフォーム | PlayStation Vita・Sony Tablet向けにも提供 ソニーおよびその関連製Android端末以外では一部のHTC製端末にも提供 |
| Reader Store                 | 電子書籍オンラインストアー                  | ソニーが提供する電子書籍オンラインストアー ソニー・リーダー・Xperia・パソコン・Sony Tabletでも利用可能 |
| Sony Entertainment Network   | コンテンツのオンライン配信サービス          | PlayStation 3・PlayStation Vita・BRAVIA・ウォークマン・Sony Tabletなどでも利用可能 |
| Video Unlimited              | 動画配信サービス                            | PSP・PlayStation 3・PlayStation Vita・Xperia・ウォークマン・BRAVIA・Sony Tabletなどでも利用可能 |
| ソニー製ブルーレイレコーダー | ブルーレイレコーダー                        | レコーダーとWi-Fiで接続すれば、別の場所から録画番組の視聴が出来る 利用時には『RECOPLAアプリ』のインストールが必要 Xperia Tablet Sでは新たに転送に対応し、外出先でも視聴できる様になった                                                              |
| nasne                        | ハードディスク・レコーダー                  | レコーダーとWi-Fiで接続すれば、別の場所から録画番組の視聴が出来る 利用時には『RECOPLAアプリ』のインストールが必要 PlayStation 3・PlayStation Vita・Sony Tabletなどでも利用可能 Xperia Tablet Sでは新たに転送に対応し、外出先でも視聴できる様になった |

## モデル
| モデル名    | 通信方式 | ストレージ 容量 | 販売市場 | 発売日        | 値段                               | 備考 |
| ----------- | -------- | --------------- | -------- | ------------- | ---------------------------------- | ---- |
| SGPT121JP/S | Wi-Fi    | 16GB            | 日本     | 2012年9月15日 | オープン価格 ソニーストア 39,800円 |      |
| SGPT122JP/S | Wi-Fi    | 32GB            | 日本     | 2012年9月15日 | オープン価格 ソニーストア 47,800円 |      |
| SGPT123JP/S | Wi-Fi    | 64GB            | 日本     | 2012年9月15日 | オープン価格 ソニーストア 55,800円 |      |
| SGPT121GB   | Wi-Fi    | 16GB            | イギリス | 2012年9月7日  | 329ポンド                          |      |
| SGPT122GB   | Wi-Fi    | 32GB            | イギリス | 2012年9月7日  | 379ポンド                          |      |
| SGPT123GB   | Wi-Fi    | 64GB            | イギリス | 2012年9月7日  | -                                  |      |
| SGPT131GB   | Wi-Fi+3G | 16GB            | イギリス | 2012年9月7日  | 429ポンド                          |      |
| SGPT121FR   | Wi-Fi    | 16GB            | フランス | 2012年9月     | 399ユーロ                          |      |
| SGPT122FR   | Wi-Fi    | 32GB            | フランス | 2012年9月     | 499ユーロ                          |      |
| SGPT123FR   | Wi-Fi    | 64GB            | フランス | 2012年9月     | 598.99ユーロ                       |      |
| SGPT131FR   | Wi-Fi+3G | 16GB            | フランス | 2012年9月     | 499ユーロ                          |      |
| SGPT121DE   | Wi-Fi    | 16GB            | ドイツ   | 2012年9月     | 399ユーロ                          |      |
| SGPT122DE   | Wi-Fi    | 32GB            | ドイツ   | 2012年9月     | 499ユーロ                          |      |
| SGPT123DE   | Wi-Fi    | 64GB            | ドイツ   | 2012年11月    | 719ユーロ                          |      |
| SGPT131DE   | Wi-Fi+3G | 16GB            | ドイツ   | 2012年11月    | 518.99ユーロ                       |      |
| SGPT121US/S | Wi-Fi    | 16GB            | アメリカ | 2012年9月7日  | 399ドル                            |      |
| SGPT122US/S | Wi-Fi    | 32GB            | アメリカ | 2012年9月7日  | 499ドル                            |      |
| SGPT123US/S | Wi-Fi    | 64GB            | アメリカ | 2012年9月7日  | 599ドル                            |      |

## 歴史
- 2012年8月29日 - ドイツベルリンの『IFA 2012』に先がけ発表[6]
- 2012年9月4日 - 日本での販売日が9月15日になったことを発表[3]
- 2012年9月7日 - アメリカ・イギリスで販売開始[2][1]
- 2012年9月15日 - 日本で販売開始[3]
  - 同日 - 1回目のアップデート。アプリの追加など[23]
- 2012年10月5日 - 一部製品においてディスプレイパネルと本体背面に隙間が生じ、防滴性能を維持できない可能性があるとして販売停止・回収[24]
- 2012年11月7日 - 販売を再開[25]
- 2013年4月18日 - アップデートで、Android 4.1.1に対応する[5]。